# Напон паре
Напон паре - је притисак паре изнад течности. Молекул на површини течности може у судару сам молекулом из унутрашњости (услед топлотног кретања) да добије компоненту брзине нормалну на површину течности и да се тако 'откине' са површине. То је добро познати процес испаравања. Дакле, изнад сваке течности постоји известан број молекула (или атома за атомске течности) у гасној фази који образују пару. Као и сваки други гас, пара на датим условима врши одређени притисак што зовемо напон паре.
На исти начин на који молекули напуштају површину течности, могу у њу да се врате. Дакле, молекул услед топлотног кретања удара површину течности и постоји коначна вероватноћа да га на површини задрже привлачне међумолекулске силе. То је процес који зовемо кондензација. Јасно да се испаравање и кондензација истовремено одигравају и ако је систем затворен и препуштен самоме себи након довољно дугог времена успоставиће се равнотежа - број молекула који испаре у јединици времена по јединици површине једнак је броју молекула који се кондензују. Дакле, када се успостави равнотежа брзина испаравања и брзина кондензације се изједначавају и на датој температури напон паре достиже константну вредност, дакле, достигнут је равнотежни напон паре или притисак засићене паре.
Равнотежни напон паре зависи од врсте течности, а за за сваку течност зависи од температуре. Уколико температура расте, расте и притисак, добијајући максималну вредност при критичној температури и тада се он назива и критични притисак. Изнад своје критичне температуре гасна фаза се не може притиском превести у течност. Дакле, изнад критичне температуре говоримо о гасу, а испод о пари. На пример критична температура воде је 374 °C па у свакодневном животу говоримо о воденој пари. Течност кључа када се њен напон паре изједначи са спољашњим притиском. Притисак засићене паре даје се као један од параметара којима се карактеришу течност.

## Мерење и јединице
Притисак паре се мери у стандардним јединицама за притисак. Међународни систем јединица (СИ) препознаје притисак као изведену јединицу са димензијом силе по површини и означава паскал (Pa) као своју стандардну јединицу. Један паскал је један њутн по квадратном метру ( или ).
Експериментално мерење притиска паре је једноставан поступак за уобичајене притиске између 1 и 200 kPa. Најтачнији резултати се добијају близу тачке кључања супстанци и велике грешке резултирају за мерења мања од 1kPa. Поступци се често састоје од пречишћавања испитиване супстанце, њеног изоловања у контејнеру, евакуације било каквог страног гаса, затим мерења равнотежног притиска гасовите фазе супстанце у посуди на различитим температурама. Боља тачност се постиже када се води рачуна да целокупна супстанца и њена пара буду на прописаној температури. Ово се често ради, као и код употребе изотенископа, потапањем затвореног простора у течно купатило.

## Процена притиска паре помоћу Антоанове једначине
Антоанова једначина је прагматичан математички израз односа између притиска паре и температуре чисте течне или чврсте супстанце. Добија се уклапањем криве и прилагођена је чињеници да се притисак паре обично повећава и конкаван је у функцији температуре. Основни облик једначине је:
{\displaystyle \log P=A-{\frac {B}{C+T}}}
и може се трансформисати у овај температурно експлицитни облик:
{\displaystyle T={\frac {B}{A-\log P}}-C}
где:
- {\displaystyle P} је апсолутни притисак паре супстанце
- {\displaystyle T} је температура супстанце
- {\displaystyle A}, {\displaystyle B} и {\displaystyle C} су коефицијенти специфични за супстанцу (тј. константе или параметри)
- {\displaystyle \log } је обично {\displaystyle \log _{10}} или {\displaystyle \log _{e}}[3]

Понекад се користи једноставнији облик једначине са само два коефицијента:
{\displaystyle \log P=A-{\frac {B}{T}}}
који се може трансформисати у:
{\displaystyle T={\frac {B}{A-\log P}}}
Сублимације и испаравања исте супстанце имају одвојене скупове Антоанових коефицијената, као и компоненте у смешама. Сваки скуп параметара за одређено једињење је применљив само у одређеном температурном опсегу. Генерално, температурни опсези се бирају тако да се тачност једначине одржи од неколико до 8–10 процената. За многе испарљиве супстанце постоји неколико различитих скупова параметара који се користе за различите температурне опсеге. Антоанова једначина има лошу тачност са било којим скупом параметара када се користи од тачке топљења једињења до његове критичне температуре. Тачност је такође обично лоша када је притисак паре испод 10 тора због ограничења апарата који се користи за утврђивање вредности Антоановог параметара.
Вагнерова једначина даје „један од најбољих“ израза који се уклапа у експерименталне податке, али је прилично сложен. Њиме се изражава смањени притисак паре као функција смањене температуре.

## Однос према тачки кључања течности
Као општи тренд, притисци паре течности на температури околине расту са смањењем тачке кључања. Ово је илустровано у графикону притиска паре (види десно) који приказује графиконе притиска паре у односу на температуре за различите течности. На нормалној тачки кључања течности, притисак паре је једнак стандардном атмосферском притиску дефинисаном као 1 атмосфера, 760 тор, 101,325 kPa, или 14,69595 .
На пример, на било којој температури, метил хлорид има највећи притисак паре од било које течности у табели. Такође има најнижу нормалну тачку кључања (-24,2 °C), где крива притиска паре метил хлорида (плава линија) сече хоризонталну линију притиска једне атмосфере апсолутног притиска паре.
Иако је однос између притиска паре и температуре нелинеаран, графикон користи логаритамску вертикалну осу за формирање благо закривљених линија, тако да један графикон може да прикаже много течности. Скоро права линија се добија када се логаритам притиска паре нанесе у односу на 1/(T + 230) где је T температура у степенима Целзијуса. Притисак паре течности на њеној тачки кључања једнак је притиску околине.

## Чврсте материје
Равнотежни притисак паре се може дефинисати као притисак који се постиже када је кондензована фаза у равнотежи са сопственом паром. У случају равнотежне чврсте супстанце, као што је кристал, ово се може дефинисати као притисак када се брзина сублимације чврсте супстанце поклапа са брзином таложења њене парне фазе. За већину чврстих материја овај притисак је веома низак, али неки значајни изузеци су нафтален, суви лед (притисак паре сувог леда је 5,73 MPa (831 psi, 56,5 atm) на 20 °C, што узрокује пуцање већине затворених контејнера) и лед. Сви чврсти материјали имају притисак паре. Међутим, због њихових често изузетно ниских вредности, мерење може бити прилично тешко. Типичне технике укључују употребу термогравиметрије и транспирације гаса.
Постоји велики број метода за израчунавање притиска сублимације (тј. притиска паре) чврсте супстанце. Један метод је да се процени сублимациони притисак из екстраполираних притисака паре течности (прехлађене течности), ако је позната топлота фузије, коришћењем овог посебног облика Клаузијус-Клапејронове релације:
{\displaystyle \ln \,P_{\rm {s}}^{\rm {sub}}=\ln \,P_{\rm {l}}^{\rm {sub}}-{\frac {\Delta _{\rm {fus}}H}{R}}\left({\frac {1}{T_{\rm {sub}}}}-{\frac {1}{T_{\rm {fus}}}}\right)}
где:
- {\displaystyle P_{\rm {s}}^{\rm {sub}}} је сублимациони притисак чврсте компоненте на температури {\displaystyle T_{\rm {sub}}<T_{\rm {fus}}}.
- {\displaystyle P_{\rm {l}}^{\rm {sub}}} је екстраполирани притисак паре течности компонента на температури {\displaystyle T_{\rm {sub}}<T_{\rm {fus}}}.
- {\displaystyle \Delta _{\rm {fus}}H} је топлота фузије.
- {\displaystyle R} је гасна константа.
- {\displaystyle T_{\rm {sub}}} је температура сублимације.
- {\displaystyle T_{\rm {fus}}} је температура тачке топљења.

Овај метод претпоставља да је топлота фузије независна од температуре, занемарује додатне температуре прелаза између различитих чврстих фаза и даје доста добру процену за температуре које нису предалеко од тачке топљења. Такође показује да је притисак сублимације нижи од екстраполираног притиска течне паре и да разлика расте са повећањем удаљености од тачке топљења.

## Тачка кључања воде
Као и све течности, вода кључа када притисак њене паре достигне околни притисак. У природи је атмосферски притисак нижи на вишим надморским висинама, а вода кључа на нижој температури. Температура кључања воде за атмосферске притиске може се апроксимирати Антоановом једначином:
{\displaystyle \log _{10}\left({\frac {P}{1{\text{ Torr}}}}\right)=8.07131-{\frac {1730.63\ {}^{\circ }{\text{C}}}{233.426\ {}^{\circ }{\text{C}}+T_{b}}}}
или трансформисан у овај температурно експлицитни облик:
{\displaystyle T_{b}={\frac {1730.63\ {}^{\circ }{\text{C}}}{8.07131-\log _{10}\left({\frac {P}{1{\text{ Torr}}}}\right)}}-233.426\ {}^{\circ }{\text{C}}}
где је температура {\displaystyle T_{b}} тачка кључања у степенима Целзијуса и притисак {\displaystyle P} је у торима.

## Примери
Следећа табела је листа разних супстанци поређаних по повећању притиска паре (у апсолутним јединицама).
| Супстанца            | Притисак паре | Притисак паре | Притисак паре | Температура (°C) |
| Супстанца            | ()            | ()            | ()            | Температура (°C) |
| -------------------- | ------------- | ------------- | ------------- | ---------------- |
| Волфрам              | 100           | 0,001         | 0,75          | 3203             |
| Ксенон дифлуорид     | 600           | 0,006         | 4,50          | 25               |
| Вода ()              | 2,3           | 0,023         | 17,5          | 20               |
| Пропанол             | 2,4           | 0,024         | 18,0          | 20               |
| Метил изобутил кетон | 2,66          | 0,0266        | 19,95         | 25               |
| Етанол               | 5,83          | 0,0583        | 43,7          | 20               |
| Фреон 113            | 37,9          | 0,379         | 284           | 20               |
| Ацеталдехид          | 98,7          | 0,987         | 740           | 20               |
| Бутан                | 220           | 2,2           | 1650          | 20               |
| Формалдехид          | 435,7         | 4,357         | 3268          | 20               |
| Пропан               | 997,8         | 9,978         | 7584          | 26,85            |
| Карбонил сулфид      | 1,255         | 12,55         | 9412          | 25               |
| Азотсубоксид         | 5,660         | 56,60         | 42453         | 25               |
| Угљен диоксид        | 5,7           | 57            | 42753         | 20               |

## Процена притиска паре из молекуларне структуре
Постоји неколико емпиријских метода за процену притиска паре из молекуларне структуре за органске молекуле. Неки примери су SIMPOL.1 метода, метода Молера и др, и EVAPORATION (Процена притиска паре органских материја, обрачун температуре, интрамолекуларне и неадитивне ефекте).